# 鼠來寶3
《鼠來寶3》（英語：Alvin and the Chipmunks: Chipwrecked），2011年出品的3D動畫真人結合電影。為《鼠來寶》的《鼠來寶2》續集。

## 劇情
3 隻可愛的花栗鼠又回來了，結合3D效果登上大銀幕，看小鼠天團如何在無人荒島繼續熱歌勁舞？
這次，小鼠天團（艾文、賽門、喜多）好不容易在忙碌行程中，可以抽空搭乘豪華游輪出海渡假，但領頭搗蛋的艾文果然忍不住尋事生非，在一次玩風箏時，因風勢過大，一把將整團小鼠從甲板抓起，一路吹到無人荒島。
為求生存，他們利用島上天然景觀發明各式娛樂，更沒忘記唱勁歌熱舞﹗而另一端，經紀人大衛（傑森李飾）正神經兮兮尋找他們。此時荒島卻突然蹦出一個新訪客，他會是小鼠天團的敵人還是朋友？荒島上的危機正逐步發酵，小鼠天團會察覺嗎？
根據最受歡影迎卡通影集改編電影《鼠來寶》，是部適合闔家觀賞的諧劇片，劇情真情流露，音樂更是悅耳動聽，原創音樂帶熱賣超過3400萬套，並屢獲葛萊美獎，全球高達40多個語言版本﹗

## 角色

### 真人角色
| 配音            | 配音   | 角色                                      |
| 演員            | 台版   | 角色                                      |
| --------------- | ------ | ----------------------------------------- |
| 傑森·李         | 陳進益 | 大衛“戴夫”·賽維爾（David "Dave" Seville） |
| 大衛·克羅斯     | 符爽   | 伊恩·霍克（Ian Hawke）                    |
| 珍妮·斯蕾特     |        | 佐伊（Zoe）                               |
| 安迪·巴克利     |        | 科雷利上尉（Captain Correlli）            |
| 塔克·阿爾布里齊 |        | 風箏小子（Kite Kid）                      |
| 菲利斯·史密斯   |        | 空姐（Flight Attendant）                  |

### 動畫角色
| 配音                | 配音   | 角色               |
| 演員                | 台版   | 角色               |
| ------------------- | ------ | ------------------ |
| 賈斯汀·隆           | 倪安東 | 艾文（Alvin）      |
| 馬修·葛雷·古博勒    |        | 賽門（Simon）      |
| 傑西·麥卡尼         |        | 喜多（Theodore ）  |
| 克里斯蒂娜·艾伯盖特 |        | 布蘭妮（Brittany） |
| 安娜·法瑞絲         |        | 珍妮（Jeanette）   |
| 艾米·波勒           |        | 艾琳諾（Eleanor）  |

## 外部連結
- 官方网站
- AllMovie上《鼠來寶3》的资料（英文）
- 大卡通資料庫上《鼠來寶3》的資料（英文）

- Box Office Mojo上《鼠來寶3》的資料（英文）
- 互联网电影数据库（IMDb）上《鼠來寶3》的资料（英文）
- TCM电影资料库上《鼠來寶3》的资料（英文）

1. ↑  Kaufman, Amy; Fritz, Ben. . Los Angeles Times. 2011-12-15  [2011-12-15]. （原始内容存档于2011-12-23）.
2. ↑  . Box Office Mojo.   [2024-10-13]. （原始内容存档于2019-07-28）.